# Werner Kümmel (Mediziner)
Werner Friedrich Franz Kümmel (* 28. April 1866 in Hildesheim; † 19. November 1930 in Heidelberg) war ein deutscher Hals-Nasen-Ohren-Arzt und Hochschullehrer.

## Leben
Er war ein Sohn des Bauingenieurs Werner Kümmel und ein Bruder des Kunsthistorikers Otto Kümmel sowie der Vater des Theologen Werner Georg Kümmel.
Werner Kümmel studierte ab 1883 Medizin in Leipzig, Marburg und Straßburg. In Straßburg wurde er 1888 promoviert. 1895 wurde er in Breslau habilitiert. 1896 übernahm er die Breslauer Poliklinik für Ohren-, Nasen- und Halskranke, 1899 erhielt er eine außerordentliche Professur. 1902 folgte er einem Ruf auf ein Extraordinariat in Heidelberg, wo er 1919 Ordinarius wurde.